# Daemonorops kurziana
Daemonorops kurziana là loài thực vật có hoa thuộc họ Arecaceae. Loài này được Hook.f. ex Becc. mô tả khoa học đầu tiên năm 1893.